# Adorjás
Adorjás ist eine ungarische Gemeinde im Kreis Sellye im Komitat Baranya.

## Geografische Lage
Adorjás liegt 17 Kilometer südöstlich der Kreisstadt Sellye. Nachbargemeinden sind Kórós, Drávapiski, Kémes, Cún und Sámod.

## Sehenswürdigkeiten
- Reformierte Kirche, erbaut um 1837 im spätbarocken Stil
- Weltkriegsdenkmal

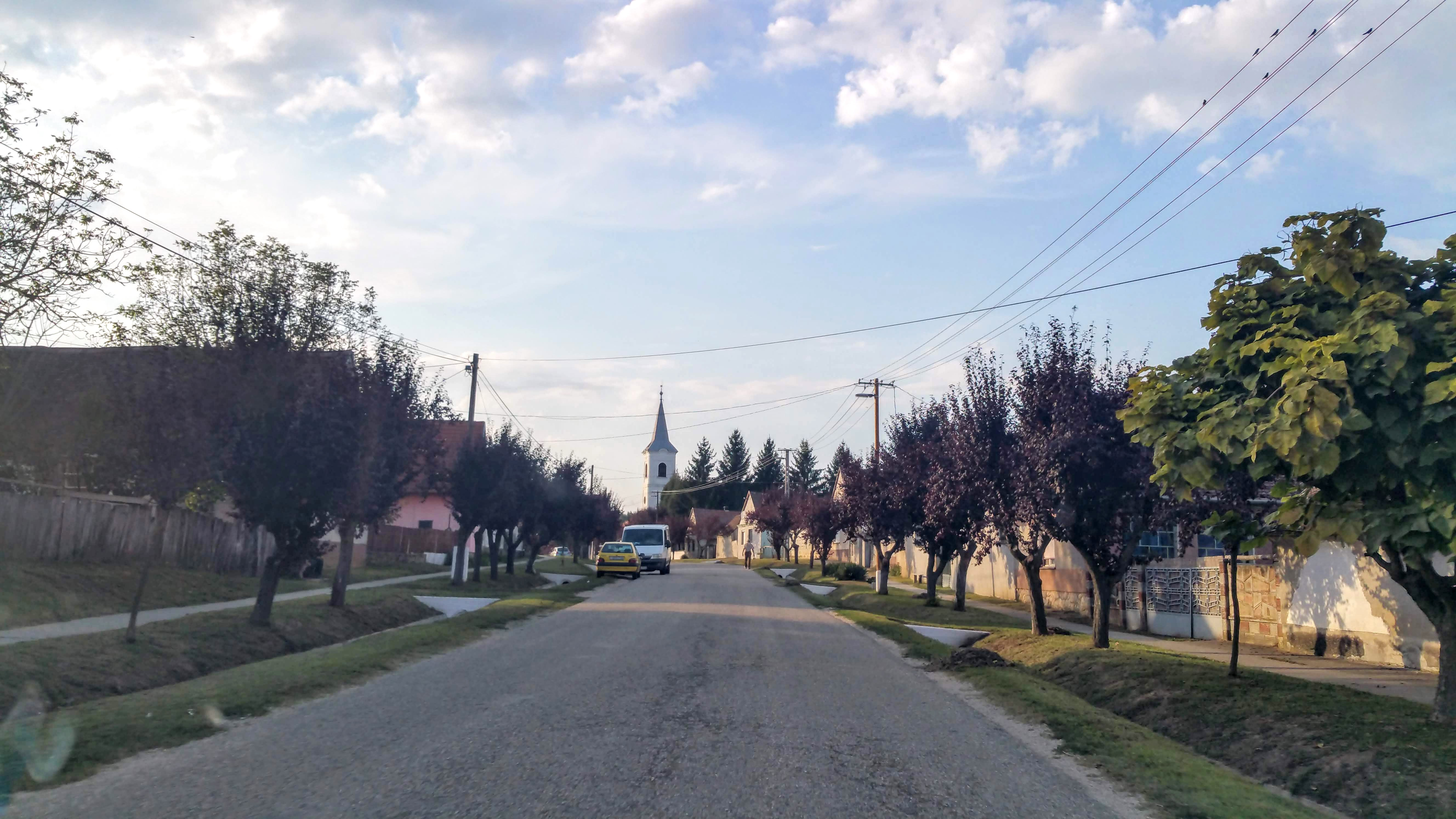
Straße (Petőfi Sándor utca) mit Blick auf die reformierte Kirche
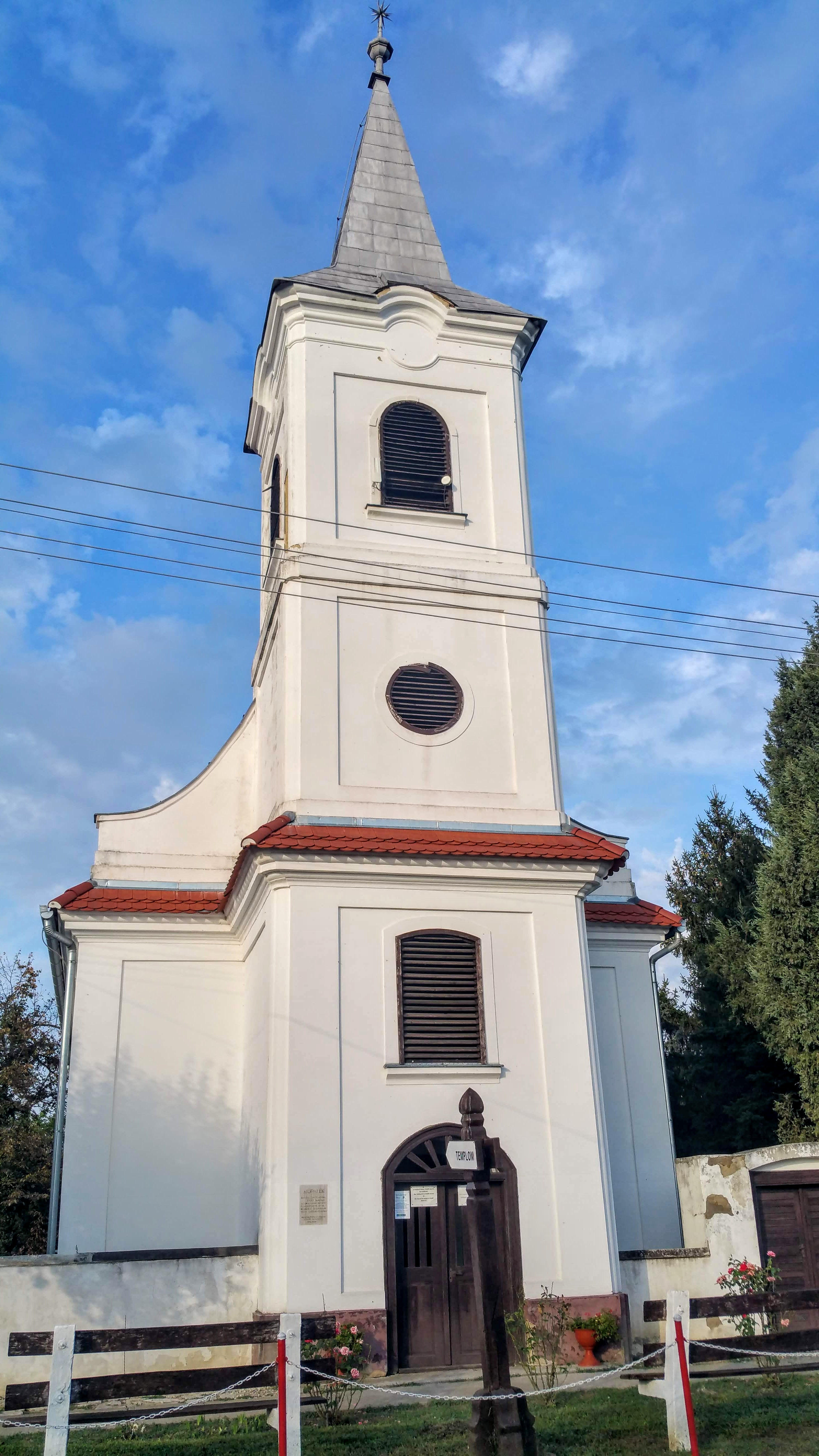
Reformierte Kirche
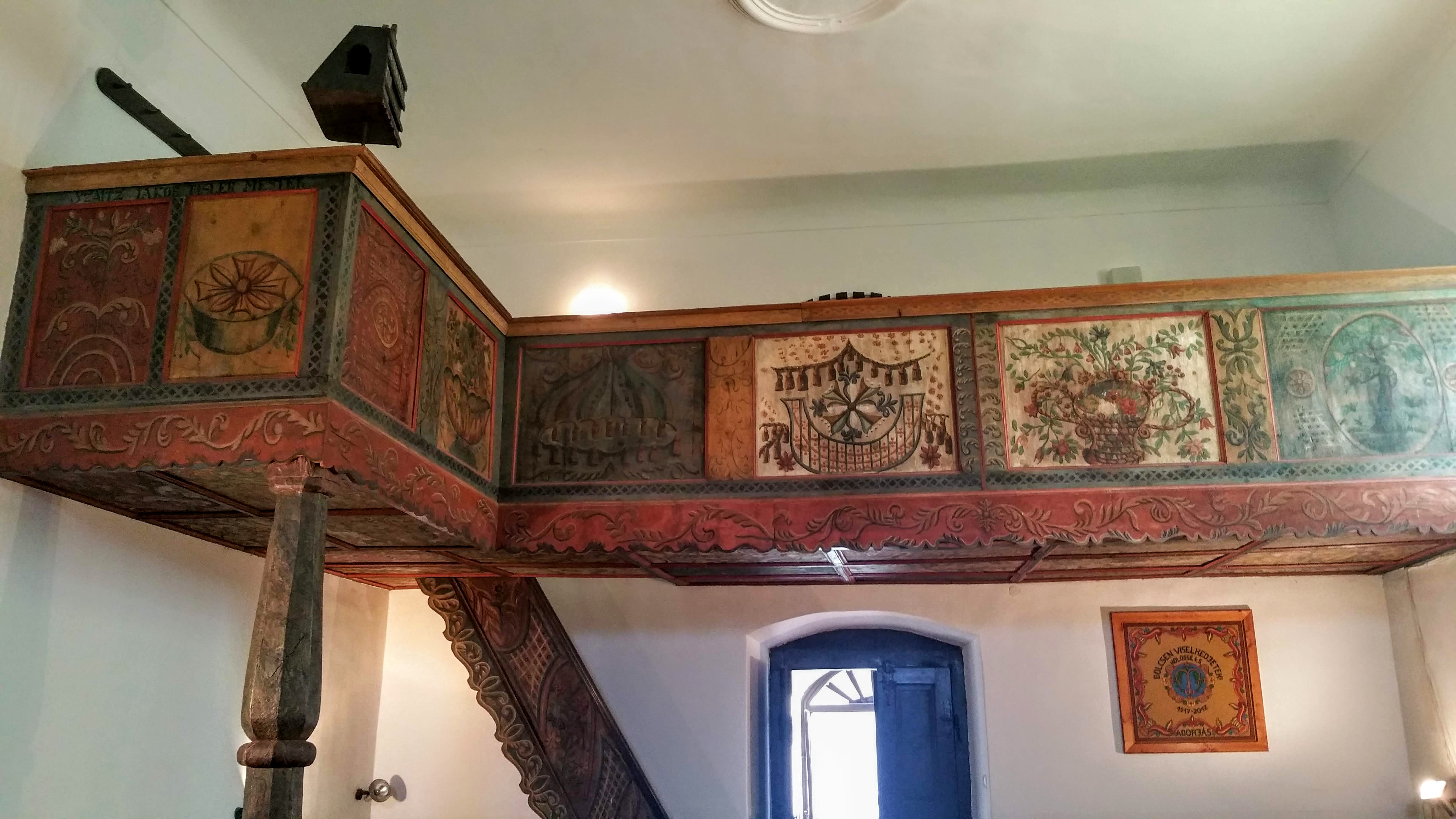
Empore in der reformierten Kirche

## Verkehr
Durch Adorjás verläuft die Nebenstraße Nr. 58128, südlich des Ortes die Landstraße Nr. 5804. Es bestehen Busverbindungen nach Vajszló sowie über Harkány nach Siklós. Der nächstgelegene Bahnhof befindet sich in Sellye.